# 애론 노리스
에런 노리스(Aaron Norris, 1951년 11월 23일 ~ )는 미국의 영화 감독, 배우, 영화 제작자, 각본가이다.

## 출연 작품
- 낫 이즐리 브로큰 (2009년)
- 컷터 (2005년) - 보니 메이램 역
- 프레지던트 맨 2 (2002년)
- 프레지던트 맨 (2000년)
- 로건의 전쟁 (1998년)
- 숲속의 전사 (1996년)
- 정글의 추적자 (1996년) - 해저드 역
- 리퍼 맨 (1995년)
- 탑 독 (1995년)
- 블랙 라이온 (1993년)
- 사이드 킥 (1992년)
- 스트롱 맨 (1991년)
- 델타 포스 2 (1990년)
- 대특명 3 (1988년)
- 플래툰 리더 (1988년)
- 매트 헌터 (1985년)
- 고독한 늑대 (1983년)
- 옥타곤 (1980년)
- 굿 가이스 (1979년)
- 포스 오브 원 (1979, A Force of One)

### 텔레비전
- 시티 레인져 (1993년)